# Espinosa de los Monteros
Espinosa de los Monteros es un municipio y localidad española del norte de la provincia de Burgos, en la comunidad autónoma de Castilla y León. Perteneciente a la comarca de Las Merindades, según datos demográficos de 2019 tiene una población de 1681 habitantes, repartidos en una superficie de 137,5 km², lo que le convierte en el 14.° municipio más poblado de la provincia.
Habitada ya desde la prehistoria por pueblos prerromanos como los coniscos, se conoce la existencia de asentamientos romanos en la zona, que más tarde será ocupada por los visigodos. Al tratarse de un importante lugar de paso entre Cantabria y la meseta, continuó adquiriendo una mayor importancia hasta la Edad Media, cuando posiblemente se fundó la villa, y se creó el famoso cuerpo de los Monteros de Espinosa. En 1808 tuvo lugar una cruenta batalla que enfrentó a tropas españolas contra francesas durante la Guerra de la Independencia española.
A comienzos del siglo XX Espinosa vive de la agricultura, la ganadería, de una pequeña industria y de un turismo notable y en crecimiento, además de un comercio en desarrollo. Posee el mayor número de monumentos catalogados de la provincia después de la capital, muchos de los cuales se encuentran en proceso de restauración y puesta en valor.

## Toponimia
La villa fue fundada por pobladores cántabros, posiblemente los coniscos, remontándose su antigüedad al año 800 a. C., recibiendo el nombre de Velliga, Vellica o Vegulia (Victoria). La conquista de los romanos encontró fuerte resistencia en el pueblo cántabro. El mismo emperador Octavio César Augusto tuvo que dirigir las operaciones en el norte de Hispania. Los romanos construyeron sobre las ruinas de Velliga una fortaleza amurallada, a la que denominaron Barrutha o Barrustha (lugar todo cercado). Después de la invasión visigoda, los nuevos pobladores godos fueron creando, entre los años 600 y 700, pequeñas aldeas, a las que conjuntamente se las llamó Val de Espina, y más adelante Val de Espinosa, por los muchos espinos que había en la zona. En pleno periodo de reconquista, tiempos del conde Sancho García (hacia el año 1006), se creó el Cuerpo de los Monteros de Cámara, encargado de vigilar al soberano durante la noche; de ahí es donde viene el apellido de la villa.

## Geografía

### Ubicación
Espinosa se encuentra enclavado al noroeste de un amplio valle en la zona norte de Las Merindades, a una altitud de 762 m s. n. m.
| Noroeste: Cantabria             | Norte: Cantabria            | Noreste: Cantabria           |
| Oeste: Cantabria                |                             | Este: Merindad de Montija    |
| Suroeste Merindad de Sotoscueva | Sur: Merindad de Sotoscueva | Sureste: Merindad de Montija |

### Hidrografía

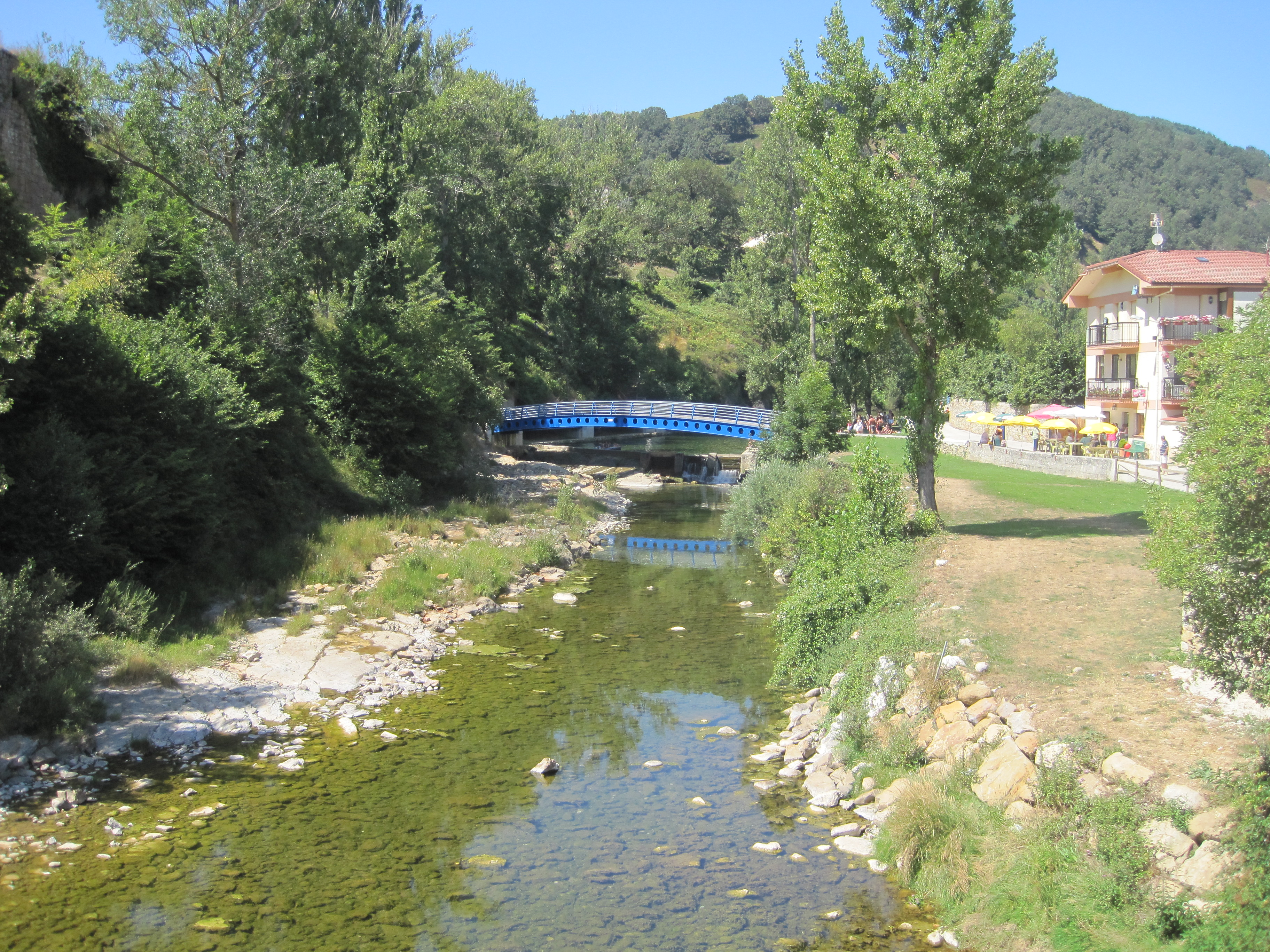
Riberas del río Trueba a su paso por Espinosa.

El municipio es atravesado por el río Trueba, el cual recibe los afluentes conocidos como el río Lunada, el río Rioseco y el río la Sía.
La calidad del agua es excepcional,  debido a la cercanía de su nacimiento.
Piscina natural
En la zona del puente azul peatonal, existe un lugar apto para el baño, llegando a cubrir varios metros en su parte más profunda. Hay un salto de agua con múltiples cascadas.
Existen zonas verdes aledañas a las piscinas, favoreciendo el ocio en la zona.

### Clima
Transición del clima continental al oceánico, el clima es propio de la España húmeda, con un alto índice pluviométrico anual, donde el verano es fresco, con unas primaveras y otoños bastantes lluviosos y unos inviernos donde las temperaturas son extremadamente bajas y cuyas precipitaciones son frecuentemente en forma de nieve, permaneciendo en las cumbres gran parte del año.

### Entorno
Dentro del término municipal, existen diversos montes de altitud media, como Las Machorras o parte de Castro Valnera.

### Núcleos de población
El municipio cuenta con las siguientes localidades:
- Bárcenas
- Espinosa de los Monteros
- Para
- Quintana de los Prados
- Santa Olalla
- Las Machorras:

| - Río de la Sía: - La Sequía - Pradomonte - El Hoyo - La Barcenilla - El Guero - La Terrera - San Bartolomé - Las Vegas - La Perrera | - Río de Lunada: - Lunada - Hoyo del Mulo - El Bernacho - Valnera - Tramasquera - Arredondo - La Reguera - Porzurbia - El Cuadradal | - Río Trueba: - Pardo - El Horno - La Romera - La Espina - Fuente Cornejo - Gusmor - Las Hoyas - La Unguera - Rando - Fuenterrabiosa - Jarrutias - Salcedillo | - Rioseco: - Callijuelas - Montiyuelos - Seldondiego - Castríos - Lancera - La Sanceda - El Bordillo - La Empresa - Las Iriadas - La Reñada - Las Vegas - Bustrolama - Torme |  |

## Comunicaciones
Espinosa constituye un importante nudo de comunicaciones de Las Merindades, en el que destaca la línea de ferrocarril de vía estrecha con parada en el municipio.

### Carretera
Importante cruce de caminos en el norte de la provincia al pie de la cordillera Cantábrica, con tres pasos o puertos que comunican con Cantabria. Pese a no contar con vías de alta capacidad, la villa es atravesada por las siguientes carreteras:
Norte
- BU-570: comunica la villa con el norte, a Vega de Pas por el puerto de las Estacas de Trueba (1154 m) y atravesando las localidades de Bárcenas y Las Machorras y continuando por la CA-631. Es la vía más directa hacia Santander.

- BU-571: partiendo de Las Machorras, en la  BU-570, inicia su recorrido esta carretera autonómica hacia el Valle de Asón, atravesando el portillo de La Sía (1200 m), continuando por la CA-665.

- BU-572: partiendo de la BU-570 en el noroeste, comunica la villa con el Portillo de Lunada (1350 m) y continuando por la CA-643 nos conduce hasta San Roque de Riomiera.

Sur
- BU-V-5422: hacia el sur, lleva hasta la CL-629 en Baranda, ya en Montija.

El acceso más directo hacia Burgos se realiza tomando la BU-542 hasta El Crucero, para luego tomar la CL-629 hacia Villarcayo.

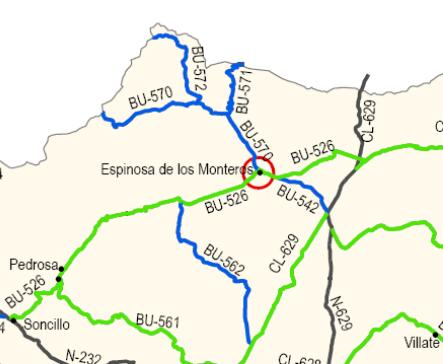
Plano de actuaciones del Plan de Carreteras 2008-2020.

Por último, la BU-526, antes conocida como CL-6318, vertebra el norte de las Merindades,  y atraviesa el municipio de este a oeste. Comunica la villa con Reinosa y Bilbao, con parte de su trazado paralelo a la línea de ferrocarril de Bilbao La Robla, poseyendo estación con acceso a la misma. También conecta con la nacional N-629 en Bercedo y en El Crucero.
La villa se encuentra dentro de las actuaciones del Plan de Carreteras de Castilla y León 2008-2020, el cual afectará a buena parte de los trazados que atraviesan el municipio. El mayor proyecto es el de realizar una variante, que evite la entrada en el municipio del tráfico pasante externo. El color azul muestra actuaciones previstas de mejora general del trazado, el verde refuerzo del mismo, y el círculo rojo la futura variante.
También se tiene previsto suprimir el paso nivel existente sobre la línea de FEVE a su paso por la villa, en el p.k. 1+100. Para ello, se ejecutará una variante de 800 m de longitud sobre la carretera BU-526, que incluye una estructura superior para salvar la vía.

### Ferrocarril

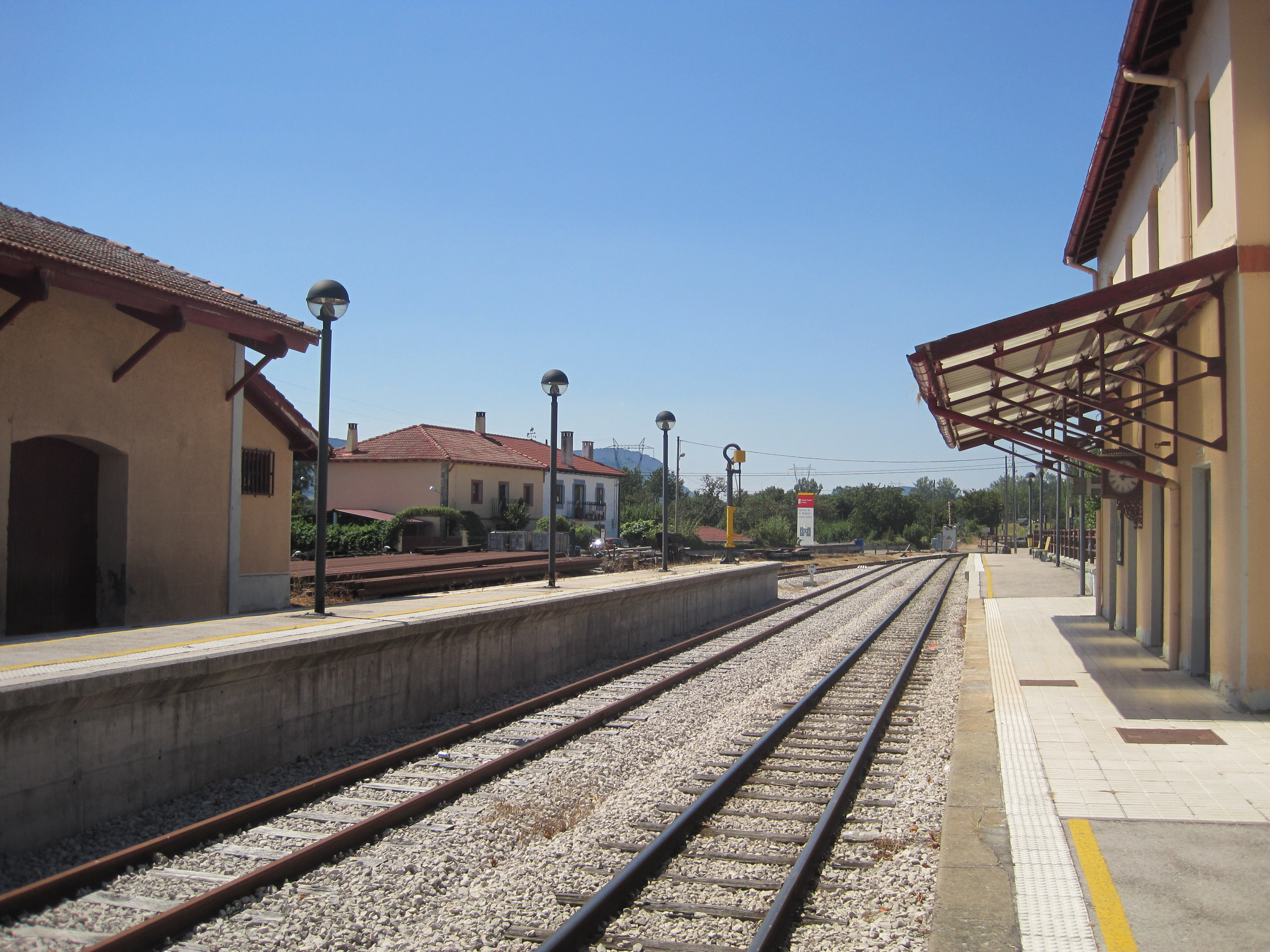
Estación de FEVE de Espinosa. Conecta la villa diariamente con las ciudades de León y Bilbao, con parada en otros municipios de las Merindades.

La localidad es una parada del ferrocarril de la Robla, una línea de vía estrecha que une La Robla (León) con Bilbao.
La estación, situada en la entrada de la ciudad por la carretera de Burgos, ofrece todos los días dos conexiones:
- Espinosa -> Bilbao. Salida a las 19:35 h, completando su recorrido en aproximadamente 2 h.

- Espinosa -> León. Salida a las 16:20 h, con duración de 5 h 28 min.

A lo largo de ambos recorridos, el tren realiza parada en varios municipios de la provincia, entre las cuales destacan Arija y Villasana de Mena.
Además, la villa es parada fija del Expreso de La Robla, un tren turístico de FEVE que realiza quince expediciones entre el 6 de mayo y el 25 de noviembre por el Itinerario de la Robla desde Bilbao a León. En su recorrido se detiene en Espinosa de los Monteros, tanto a la ida como a la vuelta, jueves y domingos. Contiene en su programación visitas además de al municipio, al espacio natural de Ojo Guareña, el Castillo de los Velasco y el casco histórico de Medina de Pomar.

### Autobuses urbanos e interurbanos
El municipio cuenta con el servicio de Transporte a la Demanda de la Junta de Castilla y León, que conecta el casco urbano con otras pedanías del municipio.

## Historia
Donde actualmente se asienta Espinosa de los Monteros existieron, según las fuentes historiográficas, diversos núcleos habitados, ya desde los tiempos más remotos. Prueba de ello es la presencia del yacimiento arqueológico de Ojo Guareña y Altamira, así como restos de la Edad del Bronce y de la Edad del Hierro.
Jurisdicción de realengo que formaba parte del partido de Castilla la Vieja en Laredo, contando con la Villa de Espinosa y sus 6 barrios:
| - Bárcenas - Berrueza | - Para - Quintana de los Prados | - Quintanilla - Santa Olalla |  |

A la caída del Antiguo Régimen queda constituido el ayuntamiento constitucional de Espinosa de los Monteros, en el Partido de Villarcayo perteneciente a la región de Castilla la Vieja, agrupando además los mismos 6 barrios.
Durante la Guerra de la Independencia Española tuvo lugar en Espinosa de los Monteros la batalla de Espinosa de los Monteros, los días 10 y 11 de noviembre de 1808, con una derrota del Ejército español a manos del Ejército francés de Napoleón y que comportó abusos a la indefensa población, saqueos e incendios en Espinosa.

## Economía
La economía de Espinosa de los Monteros se ha basado históricamente en la agricultura y la ganadería, con presencia de sectores como el de la industria láctea o la apicultura. Modernamente ha hecho su aparición el sector terciario, con la llegada del turismo.
En el ámbito de la agricultura, destaca la producción de frutas. Entre los árboles frutales podemos citar perales, manzanos, guindos, ciruelos, castaños, higueras, franbuesas, parras, cerezos, nogales o avellanos.

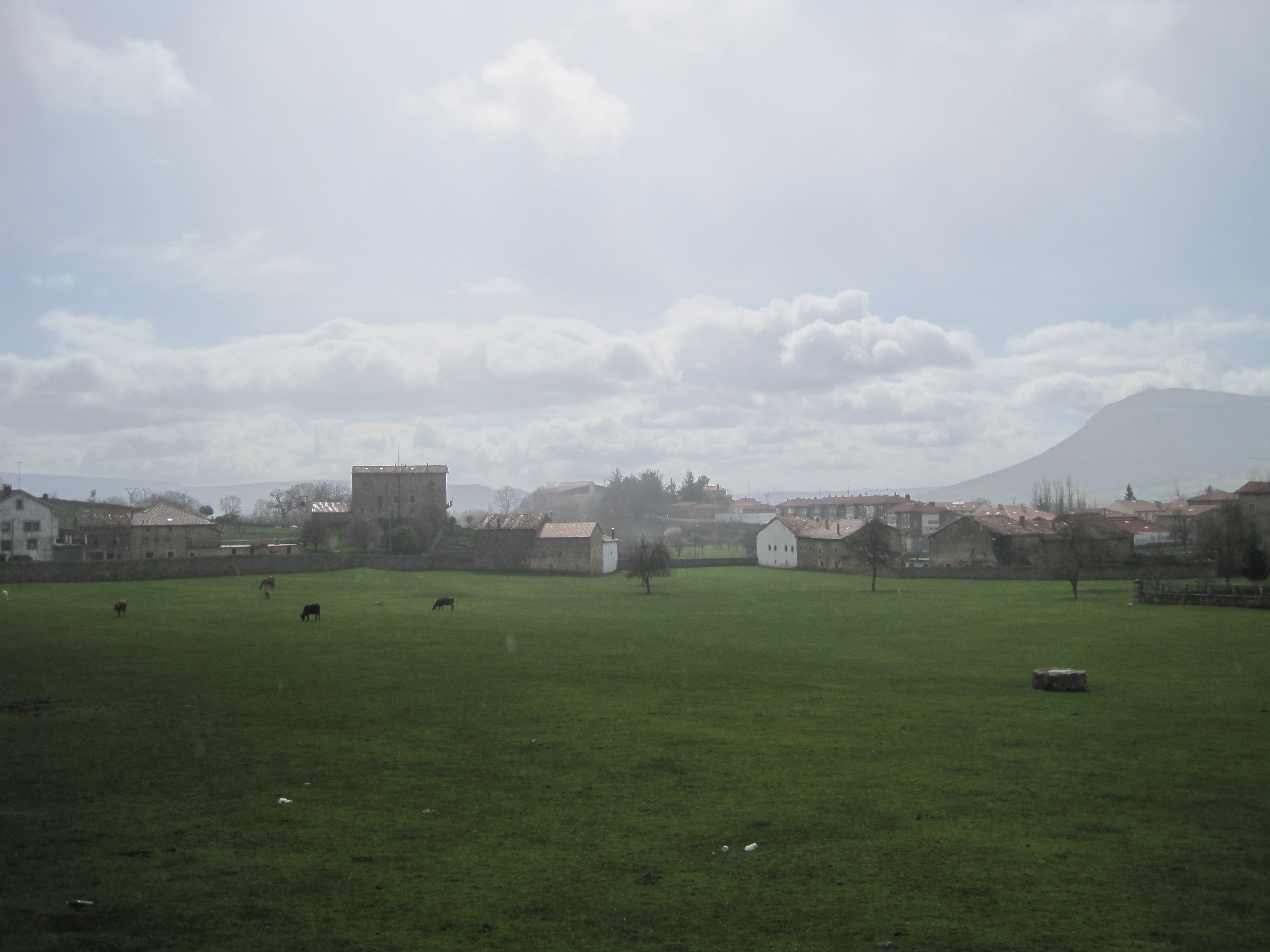
Prado dentro del término municipal

Respecto de la ganadería, se trata de una zona de amplios prados donde se cría ganado de todo tipo, sobresaliendo especialmente el vacuno, además cerdos, abejas, ovejas cabras, burros y caballos.
Por lo que se refiere a la pesca, tratándose de un territorio montañoso, en los ríos de la localidad abundan las truchas de montaña (especie única del lugar) que son ingrediente obligado de la sabrosa receta "trucha a la espinosiega", que muchos reyes han degustado de mano de sus asistentas de origen espinosiego.
Existen además diversas empresas que se dedican a la producción de miel de brezo casera, de gran fama en la región.
Respecto al sector servicios, Espinosa actúa como una pequeña cabeza comarcal, poseyendo sucursales de la mayoría de grandes bancos españoles (Banco Santander Central Hispano, Banco Bilbao Vizcaya Argentaria, Caixabank e Ibercaja Banco) y una Cooperativa de Crédito (Caja Viva), además de un importante número de establecimientos comerciales, hoteleros y de restauración.
Además, esta localidad es testigo de la primera sucursal que el Banco Santander aperturó fuera de territorio provincial santanderino (año 1924) y que hoy día sigue en funcionamiento como delegación.

### Estación de esquí de Lunada
El municipio cuenta con la estación de esquí de Lunada, situada a 16 km del centro histórico, la cual posee 6 km esquiables en sus cinco pistas. Ésta ha propiciado que exista un turismo vinculado a los deportes de invierno, que se suma a las actividades turísticas veraniegas.
La estación está completamente dotada con servicios como refugio, cafetería, alquiler de material de esquí, escuela de esquí, guardaesquís, primeros auxilios básicos, y aparcamiento.
Además de las actividades directas de esquí y snowboard, la estación y su entorno son un lugar ideal para la práctica del montañismo invernal, con notables ascensiones que alcanzan los 1700 metros de altura.

### Polígono industrial
Fue inaugurado en el año 2013, y cuenta con una superficie de más de 50 000 m².
Se encuentra en la zona este del municipio, entre la carretera del crucero y la C-6318.

## Demografía
Espinosa de los Monteros cuenta con una población de 1648 habitantes (INE 2024).
| Gráfica de evolución demográfica de Espinosa de los Monteros entre 1842 y 2021                                        |
| |
| Población de derecho según los censos de población del INE. Población de hecho según los censos de población del INE. |

En 1843 pertenecía al partido judicial de Villarcayo y contaba con 2454 habitantes.

## Monumentos y lugares de interés
La villa es muy rica, gracias a su dilatada historia, en torres, palacios, iglesias y casonas. Dentro de la provincia de Burgos es, tras la capital, la población que cuenta con más monumentos catalogados.

### Arquitectura civil
Torre Ilustre

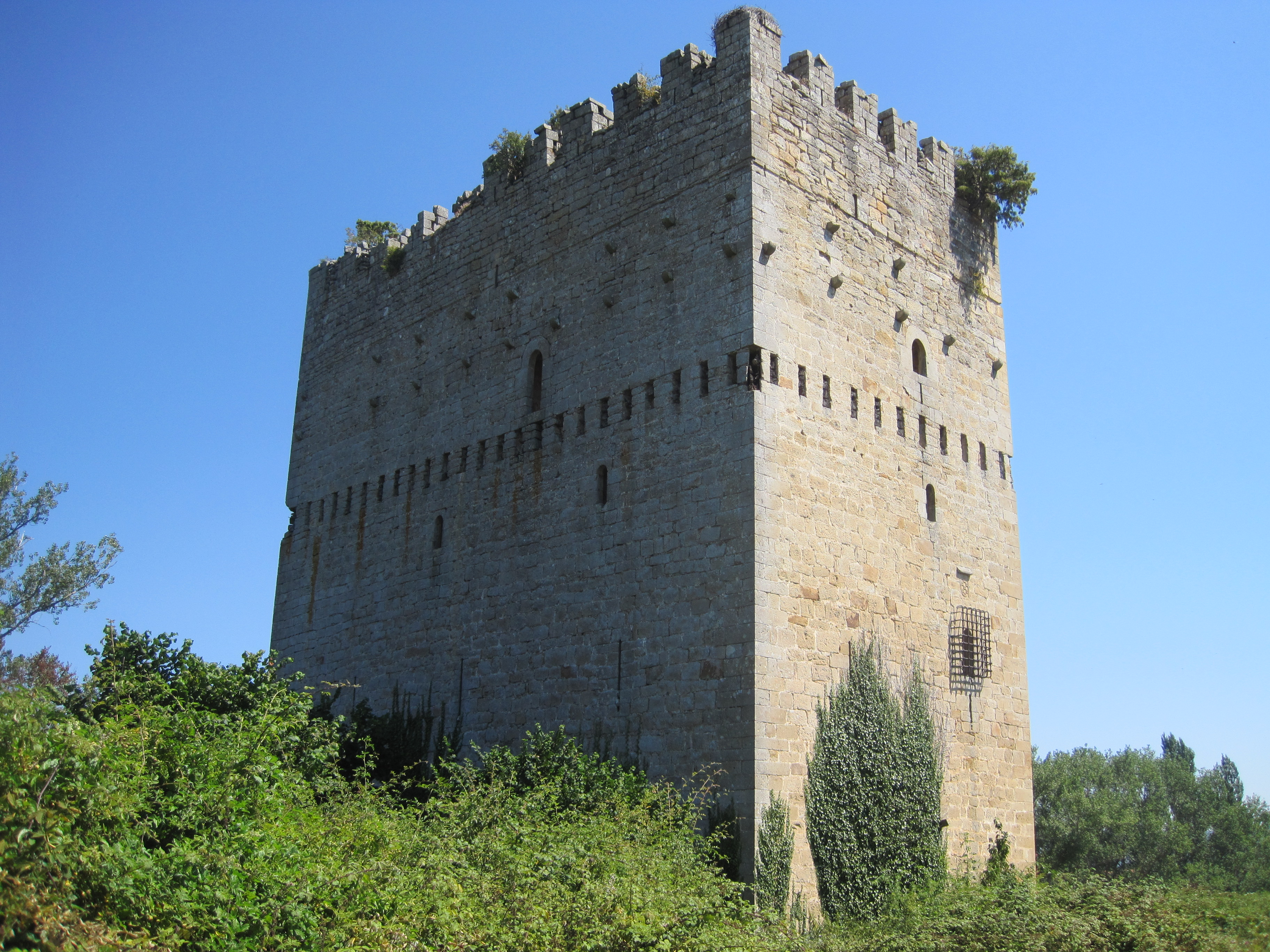
Vista lateral de la Torre Ilustre.

También conocida como Torre de los Velasco. Se trata de un edificio medieval defensivo, de estilo gótico y notables dimensiones, situada en un altozano a orillas del río Trueba. Posee una estructura de alzado trapezoidal en las caras, muros de piedra de sillería de aparejo regular, con un deseo manifiesto de expresar masa y volumen. Ésta construcción militar data posiblemente del siglo XIII, aunque tiene añadidos posteriores. Son dignos de mención los cinco escudos de la familia de los Velasco, que son de los más antiguos de toda la Comarca.
Torre Berrueza
Edificio del siglo XII. En su origen fue una torre defensiva. Consta de dos plantas. En la planta superior existen unos pequeños vanos utilizados en su origen para la entrada y salida de palomas mensajeras. En la actualidad se ha rehabilitado como hotel posada.
Palacio de los Fernández-Villa

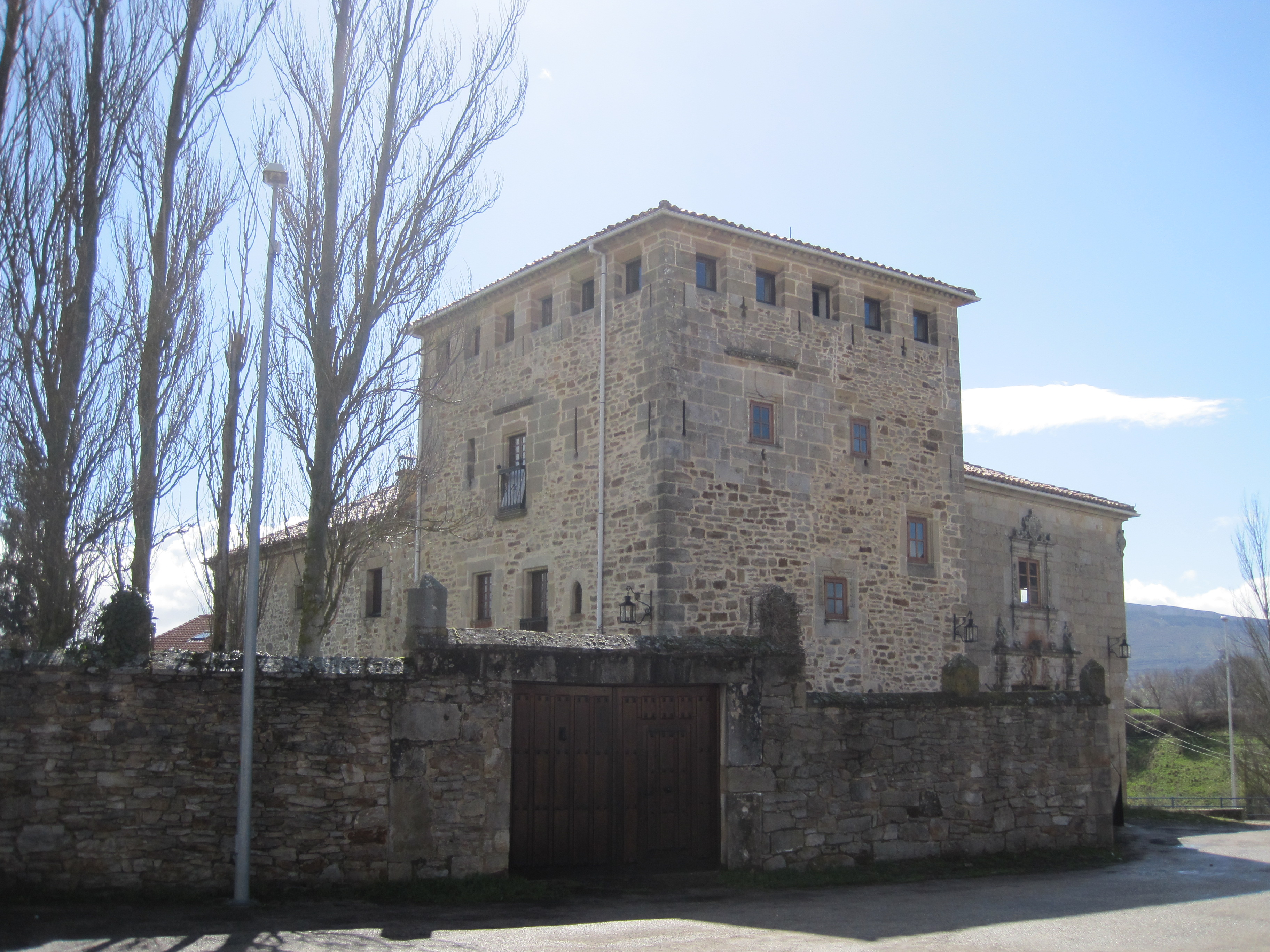
Palacio de los Fernández-Villa, cerca del río Trueba.

También llamado de carrillo del Hoyo, este palacio renacentista empezó a construirse a mediados del siglo XVI. Se adosa a una casa-fortaleza anterior. El conjunto del edificio se organiza en torno a dos grandes torres y una inflexión en la parte central. El elemento más señalado por lo cuidado de las formas es el cubo occidental, el adosado a la construcción gótica, que abre al interior una portada adintelada, flanqueada por columnas estriadas, apeadas sobre elevado pódium y rematadas en capitel, que sustenta el entablamento. Sendas ménsulas, con forma de zapatas molduradas, sustentan el dintel en cuyo centro se ubica el escudo familiar.
Fue declarado Bien de Interés Cultural en la categoría de Monumento el 16 de marzo de 2000.
Torre de los Azulejos
Situada en la calle de los Monteros. Estilo renacentista, del siglo XVI. Es llamada de los azulejos, por poseer en sus ventanas dichos materiales de forma decorativa. El edificio corresponde en su estructura y concepción al tipo de casa fortaleza. Tiene planta cuadrada, formas cúbicas, piedra de sillería, sillarejo en ocasiones y formas robustas y rotundas. La puerta de acceso se practica en el muro sur, pero queda reducida a un sencillo arco de medio punto con pequeña moldura y rosca muy significada. A media altura destaca él enmarque de la ventana adelantada.
Palacio de Chiloeches

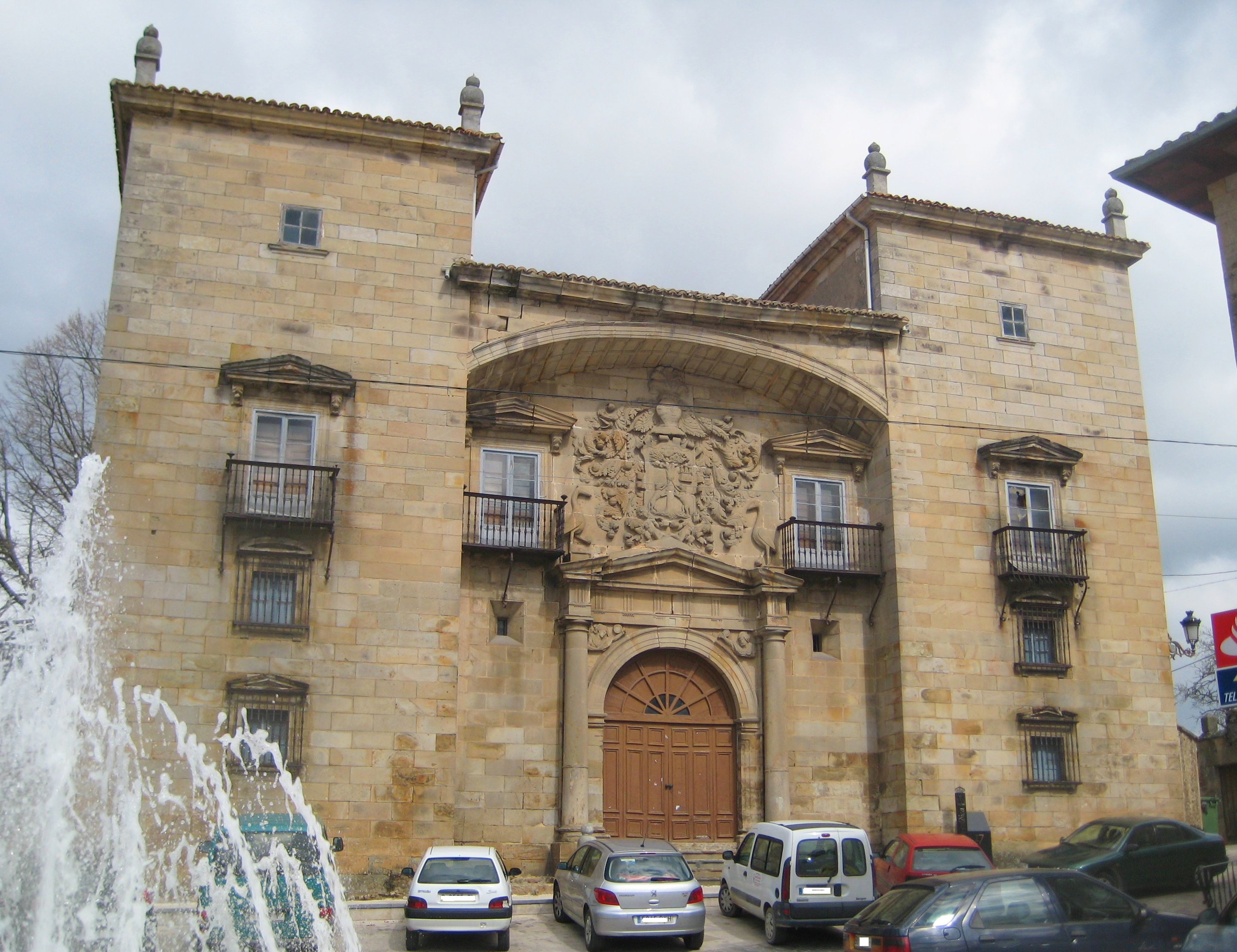
Fachada principal del Palacio de Chiloeches.

Situado en la plaza de Sancho García, organiza su fachada entre dos grandes y voluminosas torres rematadas en pequeños pináculos. Es aún de claras raíces renacentistas, aunque luego su desarrollo y ejecución muestran algunos tintes claramente barrocos. Este palacio fue mandado construir por el marqués de la Gandara Real en el año 1600, y sirvió como cuartel a las tropas de Napoleón tras la batalla de Espinosa, que lo quemaron a su partida.
Fue declarado Bien de Interés Cultural en la categoría de Monumento el 6 de junio de 1991.
Palacio de los Marqueses de las Cuevas de Velasco
Situado en el barrio de Quintanilla, fue mandado construir por Felipe IV, y se lo cedió a don Pedro Velasco Bracamonte, que era montero de su guardia, para la custodia de don Juan José de Austria, hijo bastardo habido con María de Calderón la Calderona. El edificio constituye una muestra única de estilo manierista en el norte de la provincia de Burgos. Estructuralmente es un gran cubo, de planta básicamente cuadrada, de formas macizas y pesadas, organizado en tres cuerpos, separados exteriormente por una cornisa y rematado en los ángulos con los característicos pináculos de formas escurialenses. Adosada a la pared norte, se encuentra la capilla de Santiago, cuya estatua podemos admirar sobre la puerta de acceso a la capilla.
Fue declarado Bien de Interés Cultural en la categoría de Monumento el 6 de junio de 1991.
Palacio del Marqués de Legarda
También llamado torre de los Monteros, o torre de los Velascos, en el barrio de Berrueza, esta hoy en día bastante deteriorada. Sus formas son las de una casa-torre, plenamente cúbicas, muros de sillarejo y remate en almenas con garitones en los ángulos. Se accede a ella desde una espectacular portada de estructura adelantada, flanqueada por dos gruesos y voluminosos torreones. Dos columnas de fuste liso, sobre elevados plintos, sustentan el dintel rematado en una estructura piramidal y frontón con escudo.
Torre de los Monteros

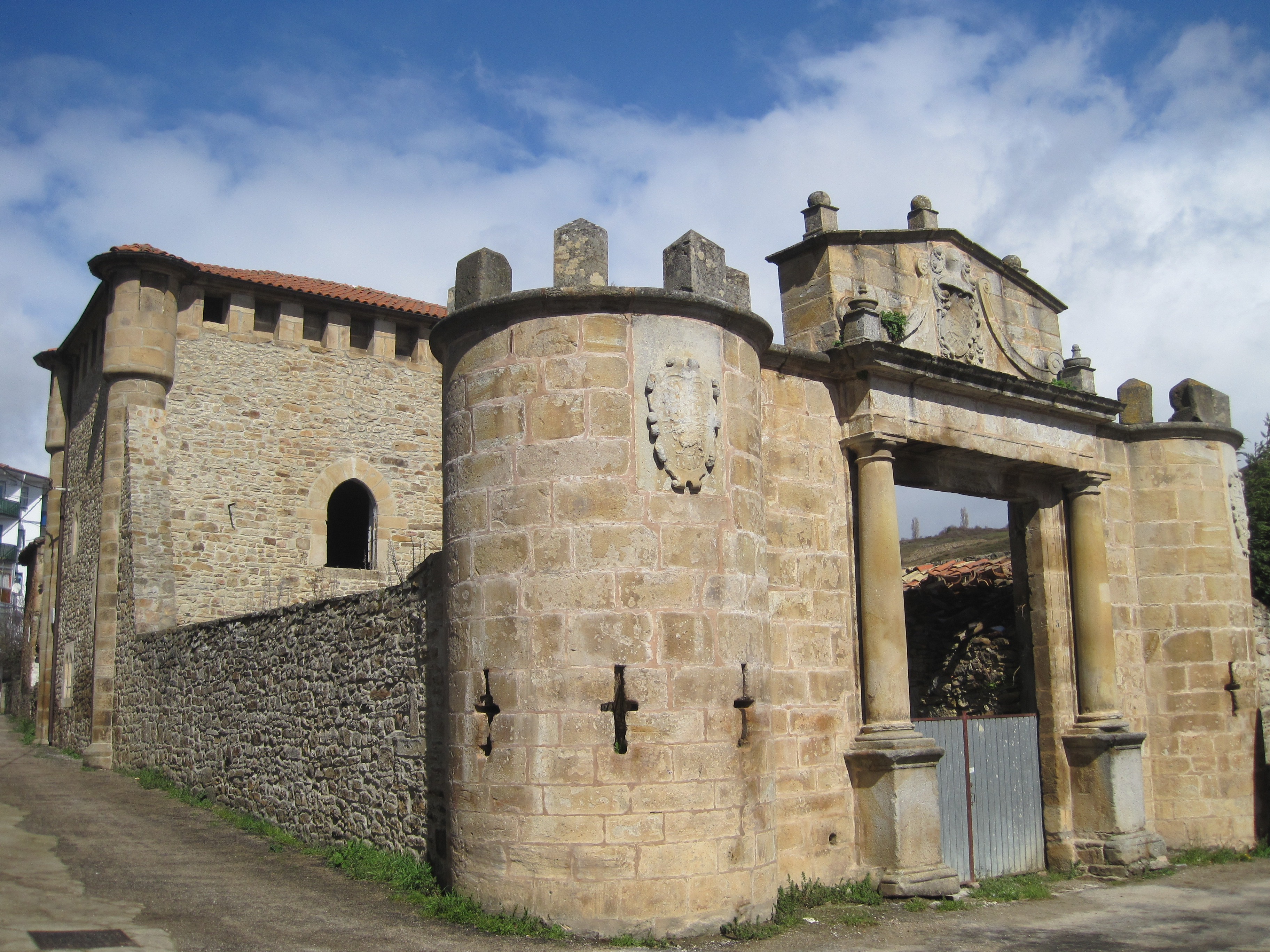
Vista desde la puerta sur de la Torre de los Monteros.

Construida en el siglo XIV como una auténtica fortaleza. La torre está almenada y su acceso se realizaba entre dos gruesos torreones, también almenados. Fue restaurada recientemente.
Torre de Cantinplor
Construida en el siglo XIII, está situada en el barrio de Berrueza. Está desmochada, se dice que poseía un piso más, además de almenas. La torre perteneció a los abades de Vivanco y en la actualidad pertenece a la Familia Martínez - Sainz de la Maza. Internándonos más en la historia llegamos a los Angulo Vivanco Ortiz. Esta familia poseía en Espinosa las torres de Valanto y Cantinflor (o Cantimplor). Juan Ortiz, señor de la torre de Cantinflor, se consideró por su apellido descendiente, nada menos, que de un capitán de este apellido de tiempos de Fernán González.
Plaza de Sancho García

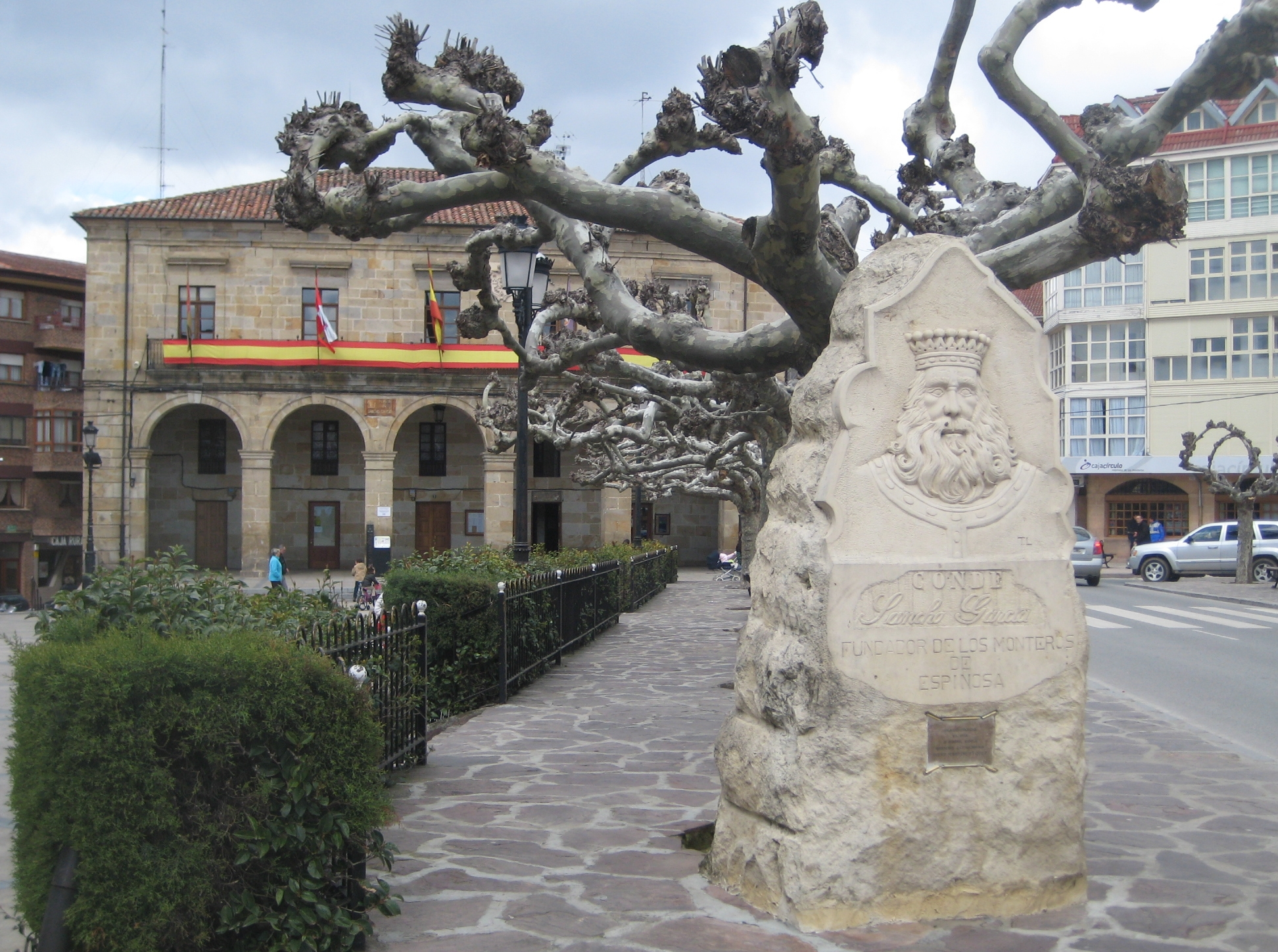
Plaza Sancho García y Ayuntamiento.

Se trata de la principal plaza del municipio y centro neurálgico del mismo. En él se encuentra también el Ayuntamiento. La plaza es el lugar de celebración de eventos, tales como mercados o fiestas.
Otros edificios
Aún hoy en día en la villa existe una casa-fábrica, que entre los siglos XV y XIX, fabricó las lonas para la Armada de España. También existen otras torres y edificios importantes, como la torre de los Herradores, torre de Pumarejo y varias casonas.
Arquitectura popular

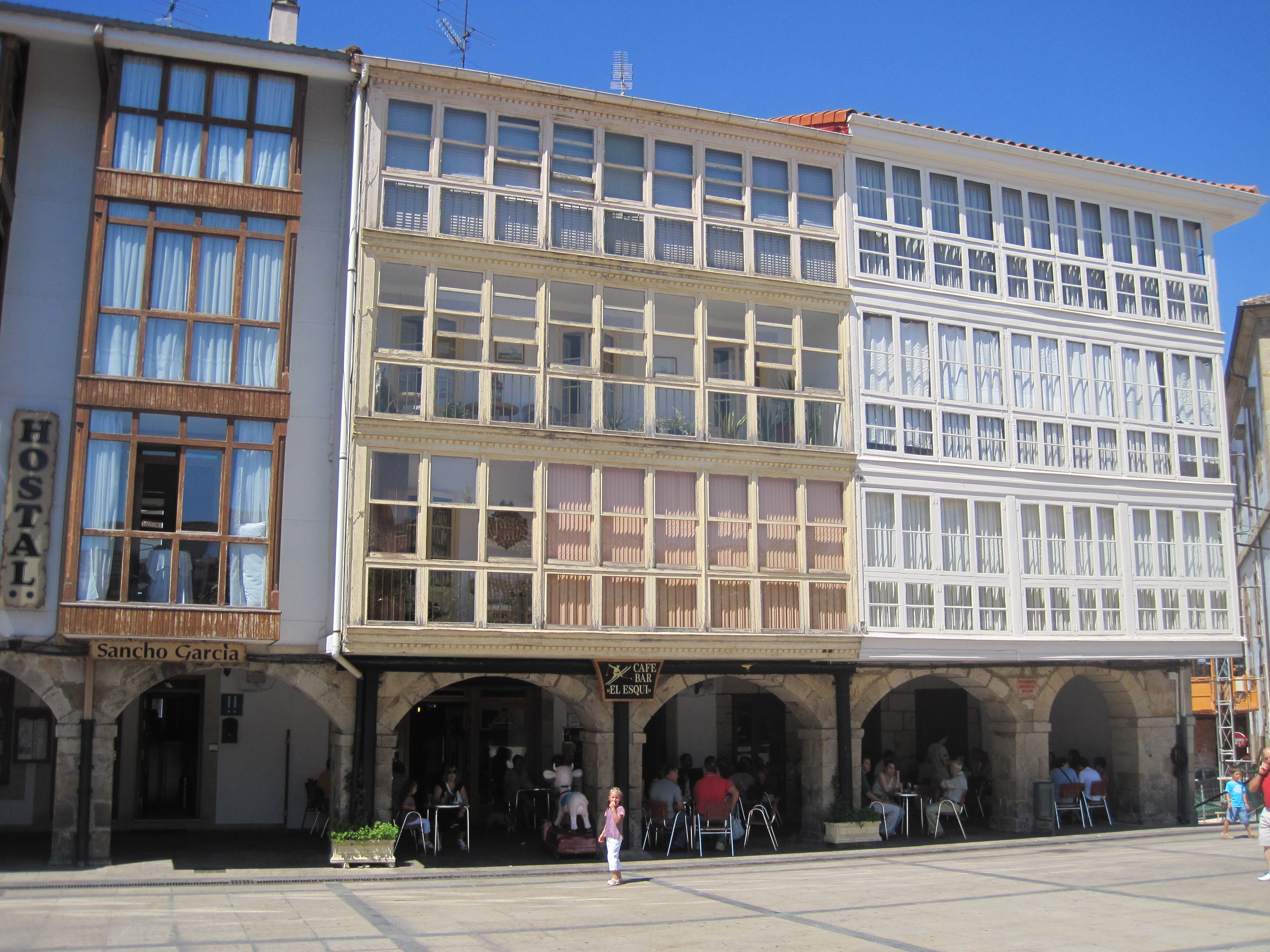
Viviendas de estilo montañés situadas en el centro histórico, con portales típicos.

En Espinosa de los Monteros, la casa tradicional es la que corresponde a la casa montañesa, que posee abundantes rasgos de influencia cántabra. No se conservan restos de la Edad Moderna. Existen dos tipos de casas de esta arquitectura: una más antigua, que posee un balcón corrido, llamado solana, hecha en madera y en la que habitualmente se cuelgan flores. Otra, la más moderna, presenta galerías cerradas, haciendo el habitáculo más acogedor en su interior; un buen ejemplo de esto lo encontramos en la plaza de Sancho García, rodeando la iglesia. Además encontramos abundantes casas solariegas con escudo.

### Arquitectura religiosa
Iglesia de Santa Eulalia
Se encuentra en la pedanía de Santa Olalla y tiene con importantes relaciones con el arte prerrománico (asturiano, mozárabe). El templo es de una sola nave, planta de salón, muros de tosco sillarejo más próximo a la mampostería y cubierta a dos aguas. Adosada al muro oeste, pero totalmente independencia del, encontramos una espadaña de formas románicas. En una de las pilastras leemos “tellu aba” seguramente una referencia a la condición del monasterio de la misma.
Iglesia de Santa Cecilia

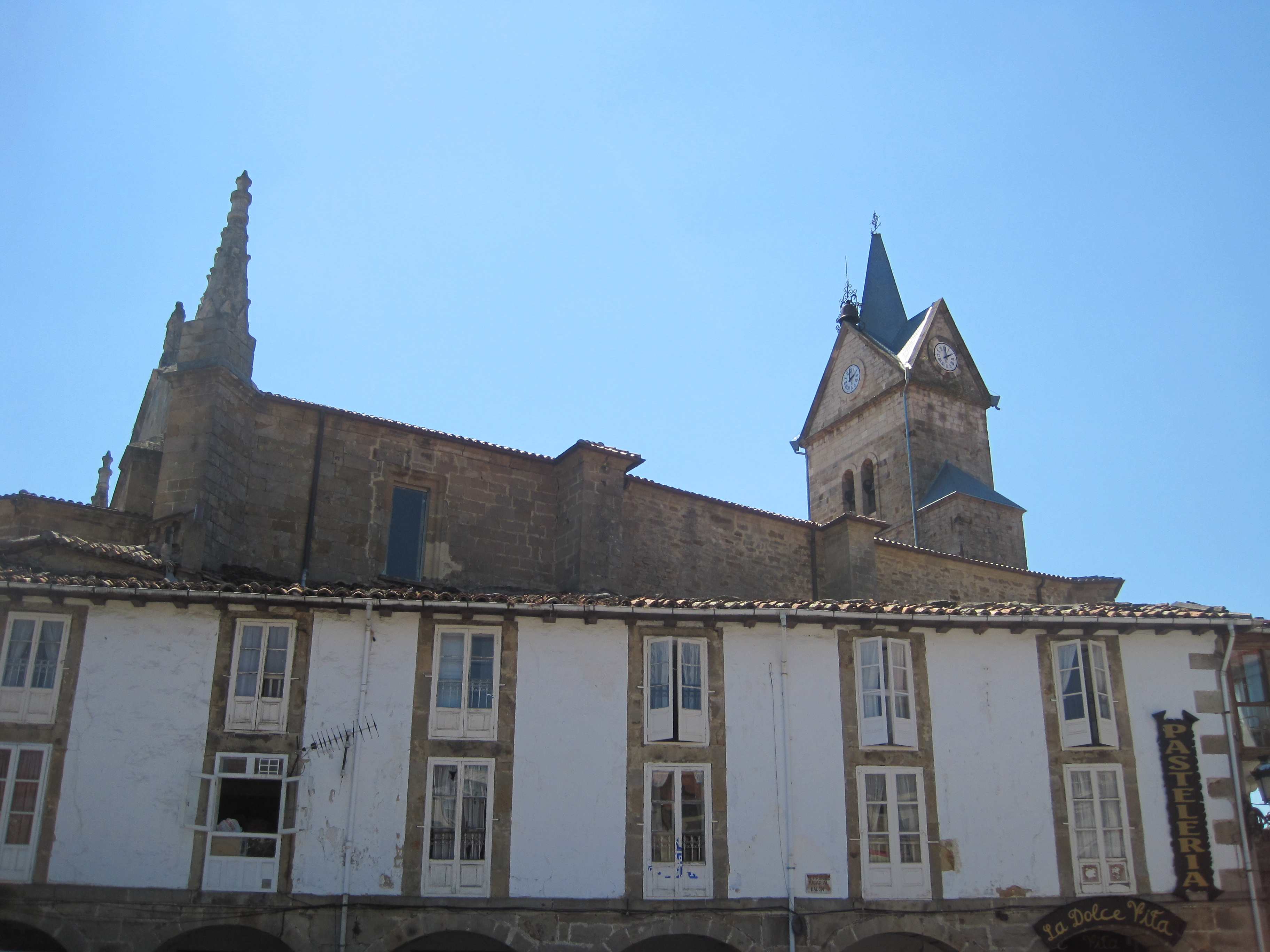
Lateral de la iglesia de Santa Cecilia.

Es un edificio del estilo renacentista español. Se trata de un templo de tres naves, planta de salón, muros de piedra de sillería, de aparejo regular y cubierta de bóveda de crucería estrellada, de nervios combados y recuerdos góticos. El ábside tiene la particularidad de presentar planta cuadrada en el arranque para luego desarrollarse en un polígono de cinco lados. Destaca la cubierta avenerada, de estilo renacentista, que remata el conjunto, apoyándose sobre dos pechinas para conseguir la forma pentagonal en su parte superior.
Iglesia de Nuestra Señora de Berrueza
Asentada en el barrio de Berrueza, sobre otra anterior que fue monasterio. Es una construcción que presenta unas formas más académicas en el pódium del ábside, en la limpieza de los contrafuertes angulares y en la traza de las ventanas. Aunque tiene elementos del siglo XVIII, su estructura es plenamente barroca, porque se empezó la construcción a mediados del siglo XVII. Hasta hace poco era un priorato, en el que había monjes y dependía del monasterio de Oña, y tiene en el altar mayor un precioso camarín.
Iglesia de San Nicolás
Esta en el barrio de Quintanilla. Consagrada en el siglo XII pero reconstruida en el siglo XVII, tiene de una sola nave, planta salón, cubierta a dos aguas y muros de mampostería. En su interior destaca un retablo gótico del siglo XV. Las pinturas se atribuyen a Fray Alonso de Zamora, monje de Oña, destacando una de las pocas representaciones del Espíritu Santo en forma de mujer que hay en España.

### Otros lugares de interés
Cabañas pasiegas
Situadas a lo largo de todo el municipio, resumen el modelo de vida trashumante de sus habitantes, que buscaban los mejores prados según la época del año.
Lobera del Alto del Caballo
Se trata de una construcción trampa cuyo objetivo era atrapar lobos, evitando que atacaran al ganado. La visita es libre, se accede a través de la Pista Forestal de Picón Blanco, desde el núcleo de Espinosa, y posee carteles explicativos de su historia y uso.
Poblado pastoril de Castromorca
El poblado de Castromorca es el testigo más antiguo de poblamiento pasiego, sus diecisiete cabañas de planta rectangular eran ocupadas por el ganado ovino y caprino y sus pastores ya en el siglo XVI. Las ruinas de estas cabañas, que han sido objeto de recuperación en 2011, presentan algunas de las características propias de las cabañas pasiegas, como el tejado a dos aguas, la planta rectangular y los borciles o colgadizas, que son anexos a las cabañas destinados a albergar ganado menor. Existen carteles explicativos en la zona. El acceso al poblado de Castromorca se realiza a través de la Pista Forestal de Picón Blanco, a unos 7 km del casco urbano de Espinosa.

## Cultura
La cultura local es del ámbito cantábrico, y en su parte Norte relacionada con la cultura pasiega, a la que dio origen, para posteriormente extenderse a Cantabria ganadera.

### Gastronomía
En razón de la importancia de la ganadería en la economía local, destacan especialmente los productos lácteos, así como algunos productos cárnicos o de pastelería.

#### Queso
El queso pasiego es uno de los quesos más antiguos. Su fama se remonta a tiempos lejanos, en los albores de la humanidad, en que ocupaba sitio junto a la mantequilla de esta región que era objeto de trueque y comercio desde los Tartessos, hasta posteriormente en la mesa de los reyes y se vendía en multitud de mercados de villas y ciudades.

#### Mantequilla
Para elaborar la mantequilla pasiega (o mozaizu), se desnataba la leche con una olla de barro que en su parte inferior tenía una espita. Bastaba abrir la espita y recoger el “mozaizu”, quedando al final decantadas las natas. Estas natas se echaban en un odre de piel de cabra que transmitía un sabor especial a la mantequilla. En ocasiones el vaquero llevaba el odre a su espalda, y de ese modo, con el movimiento, se elaboraba la mantequilla a lo largo del día. En lenguaje tradicional, se usaba la frase zurcir el pellejo, que aludía a lo que en otras ocasiones había que realizar para la maceración de las natas.

#### Quesada
La quesada pasiega se prepara partiendo de un queso fresco, del que estén bien extraídas las biras (el suero). Es decir, se coge leche entera, se calienta a unos 30 °C y se cuaja. Después se deja reposar esta cuajada cerca de la lumbre para que conserve el calor durante unas dos horas y se corta con una “gusta” para que desuere por igual. Y se corta la cuajada en un molde de barro para que escurra durante unas horas sobre una lastra de piedra inclinada.

#### Sobaos
Los sobaos pasiegos reciben este nombre debido a la necesidad de sobar la masa. El antiguo sobao pasiego se fabrica a partir de la masa de pan, a la que se añadían huevos, azúcar y mantequilla. Actualmente se fabrica con los mismos componentes, pero en lugar de la masa de fabricación de pan se pone harina. Se hace en la actualidad una cajita recogiendo cuatro esquinas de una cuartilla de papel blanco y se rellena con la masa “bien sobada”, para luego introducir en el horno.

#### Derivados del cerdo
En Espinosa se elabora una morcilla de Burgos, como parte de la matanza del cerdo, a lo que se añaden jamones y chorizos. Mientras dura la matanza se celebra la comida del Panzo, que sirve para reunir a la familia.

#### Otros productos
Se elabora pan en horno de leña, anchoas saladas y miel de brezo, ya que en estos montes existe gran variedad de brezos.
Italianas Galletas de mantequilla pura

### Lengua
El idioma predominante es el español, pero ha recibido influencias pasiegas, con mucho vocabulario

### Museos
Espinosa cuenta actualmente con 2 museos en su término municipal:
Museo Monteros del Rey.

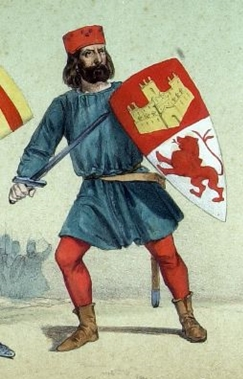
Montero de Espinosa en un dibujo realizado por el Conde de Clonard en su obra Álbum de infantería española

El Museo Monteros del Rey se inauguró el 9 de junio de 2006, abriendo sus puertas al público el 24 de junio de ese mismo año. Ubicado en las antiguas escuelas del pedrero, acoge además, la biblioteca municipal y un aula de informática. Su creación se enmarca dentro de los actos realizados con motivo de la celebración del Milenario de los Monteros de Espinosa (1006-2006).
Museo Etnográfico Cuatro Ríos Pasiegos
El objeto de este museo es dar a conocer este universo singular pasiego y otros temas comunes de la zona. Se trata de dejar constancia de la tradicional formar y elementos que la hicieron posible.

### Festividades y eventos
- Martes de Carnaval: Es el más importante de la comarca, acudiendo visitantes desde las provincias limítrofes.
- Semana Santa: Se celebran procesiones que parten de las diversas iglesias, siendo acompañadas por la Cofradía del Santo Cristo. Entre los diversos pasos cabe mencionar un Cristo de madera policromada del siglo XVIII y una talla del escultor Quintín-Torres, que fue vecino de la villa. Esta talla es una Dolorosa, y se encuentra entre las primeras obras del artista.
- 15 de agosto: Festividad del barrio de Berrueza.
- 8 de septiembre: Fiestas patronales del barrio de Quintanilla.
- Día de los Monteros: Se celebra alternativamente en Espinosa y Madrid. Destaca la presencia de la Guardia Real, incluyendo su banda de música.
- 22 de noviembre: Fiestas de Santa Cecilia, patrona de Espinosa. En su origen era Santa Celia, que fue martirizada en Velliga, pero con el paso del tiempo se corrompió y se transformó en Santa Cecilia.
- Fiestas de los pueblos del municipio:
  - Santa Olalla: Fin de semana de Pentecostés (principios de junio).
  - Para: 30 de junio.
  - Bárcenas: 22 de julio.
  - Quintana de los Prados: 7 de septiembre
  - Las Machorras: El 5 de agosto se celebra la Romería a la Virgen de las Nieves. La fiesta arranca a primera hora de la mañana cuando los danzantes salen a la entrada del pueblo para recibir a los visitantes. El grupo está formado por ocho danzantes, ocho muchachos del pueblo dirigidos por el mayoral, que es el mayor y quien dirige al resto. Además, hay otro personaje, el rabadán que es el niño más pequeño y que lleva en sus manos un ramito de flores secas. Su misión es la de azotar al bobo, un personaje grotesco que simboliza al lobo y cuya misión es la de pedir limosna a todos los que acuden, de no pagar el tributo no les permitirá la entrada. Todas las figuras guardan su simbología pasiega. Así, los danzantes representan a las ovejas, el mayoral al pastor, el bobo al lobo y el rabadán al perro del rebaño. Sobre las diez se oficia una misa para los danzantes que después volverán a la entrada del pueblo. Al mediodía todos los asistentes acudirán hasta la iglesia en procesión, para después dirigirse a la plaza del pueblo donde los danzantes echarán versos jocosos y sarcásticos relacionados los aconteceres del pueblo. La celebración se completa con el plantón del haya a las puertas del pueblo el día anterior a las 21.00h y con las fiestas chiquitas, al día siguiente, donde una carrera de burros y las competiciones del juego del tejo, declarado deporte autóctono rural, ponen el punto final a estos festejos.[17]

### Deportes
En Espinosa de los Monteros se realizan excursiones durante todo el año a la multitud de montes cercanos, a lo que se añade la práctica de la escalada, senderismo, equitación, piragüismo o parapente, sin olvidar puenting, espeleología , deportes de invierno y la caza.
Existen también diversas instalaciones deportivas: piscinas municipales y naturales, circuito de autocross, frontón, campo de fútbol y el polideportivo de La Riva.
El Trueba C.F., equipo local, juega en la Federación Vizcaína de Fútbol, al igual que el C.D. Menés de Villasana de Mena, a pesar de pertenecer ambos a la provincia de Burgos. La razón es la facilidad de desplazamientos para disputar sus encuentros.
Respecto de la espeleología, existen en el municipio de Espinosa numerosas cuevas aún sin explorar, estando las más significativas a 12 km de Espinosa: el complejo kárstico de Ojo Guareña forma, con más de 110 km topografiados, desconociéndose aún el final, las cuevas más largas de España, que además se encuentran entre las más largas de todo el mundo.
Por otro lado, a 10 km de Espinosa se encuentra la Estación de esquí de Lunada, en un lugar conocido como el “Circo de Lunada”. Sus cumbres oscilan entre los 1500 y los 1700 m. En ella puede practicarse esquí de pista, esquí de fondo y esquí de travesía.
Los deportes autóctonos de Espinosa son los bolos tres tablones y el pasabolo tablón que se llevan practicando en la región desde hace varios siglos y han sido el divertimento principal del municipio. A pesar de que en Espinosa la bolera de Tres Tablones con gran afluencia, aún se conserva y su práctica está resurgiendo en gran parte de Las Merindades
Ruta de los Monteros
Se trata de un sendero que va de Espinosa hasta Oña, de unos 80 km, que conecta los espacios naturales de Ojo Guareña y Montes Obarenes. Hace referencia a una ruta histórica que era realizada por los Monteros de Espinosa.